# سدیم سولفید
سدیم سولفید یک ترکیب شیمیایی است که با فرمول Na2S، یا به‌طور رایج ترحالت هیدراته آن Na2S•9H2O شناخته می‌شود. هر دو نمک‌های بی رنگ حل شونده در آب هستند که  محلول‌های بسیار قوی قلیایی را تشکیل می‌دهند. سدیم سولفید و هیدراتهای آن هرگاه در معرض رطوبت هوا قرار بگیرند گازهیدروژن سولفید آزاد می‌کنند که بویی شبیه به تخم مرغ گندیده دارد. بعضی نمونه‌های صنعتی آن به صورت سدیم سولفید چند آبه (Na2S•xH2O) با درصد وزنی مشخصی از سدیم سولفید وجود دارند. نمونه‌های رایج معمولاً حدود 60 درصد وزنی سدیم سولفید دارند (Na2S•3H2O). نمونه‌هایی از این قبیل به دلیل حضور پلی سولفیدها ظاهر نسبتاً زرد رنگی دارند، این نمونه‌ها تحت عنوان "پوسته‌های سدیم سولفید" شناخته می‌شوند. البته این نمونه‌ها با وجود اینکه زرد رنگ هستند، در حالت محلول بی رنگ هستند.